# Distrito electoral de Wilbur (Nebraska)
Wilbur (en inglés: Wilbur Precinct) es un distrito electoral ubicado en el condado de Wayne en el estado estadounidense de Nebraska. En el Censo de 2010 tenía una población de 149 habitantes y una densidad poblacional de 1,6 personas por km².

## Geografía
Wilbur se encuentra ubicado en las coordenadas 42°18′16″N 97°4′9″O / 42.30444, -97.06917. Según la Oficina del Censo de los Estados Unidos, Wilbur tiene una superficie total de 93.01 km², de la cual 92.99 km² corresponden a tierra firme y (0.02%) 0.02 km² es agua.

## Demografía
Según el censo de 2010, había 149 personas residiendo en Wilbur. La densidad de población era de 1,6 hab./km². De los 149 habitantes, Wilbur estaba compuesto por el 100% blancos, el 0% eran afroamericanos, el 0% eran amerindios, el 0% eran asiáticos, el 0% eran isleños del Pacífico, el 0% eran de otras razas y el 0% pertenecían a dos o más razas. Del total de la población el 0% eran hispanos o latinos de cualquier raza.